# Embrazadura

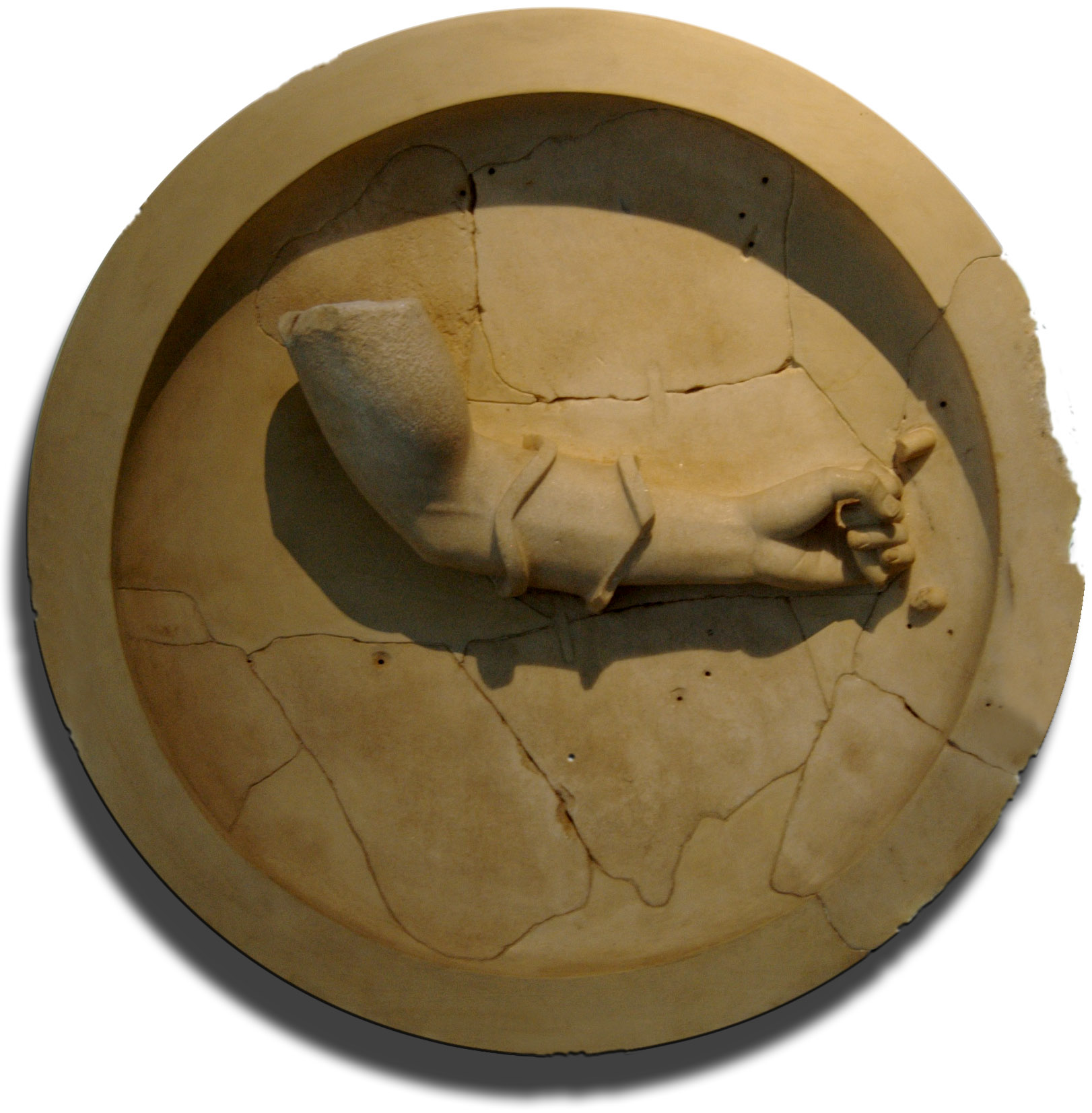
Troyano con el escudo asido. Frontón oeste del Templo de Afea, c. 505-500 a. C.

Embrazadura era el asa o brazal por donde se embrazaba y asía el escudo, aspis, scutum, adarga, rodela, pavés, etc., para cubrirse con ellos y pelear.
Según la forma y dimensiones del escudo tenía, una, dos o tres embrazaduras, además del fiador o banda que venía desde el hombro como un bálteo para suspenderlo del cuello.
Al reducir las dimensiones del escudo en el siglo XIV, se le puso forro acolchado, y una sola abrazadera de correa con la hebilla para poderla ajustar al brazo, y así el broquel y la rodela, tenían una sola manija o asa rígida, que se colocaba en el centro. La adarga, tenía dos, además del fiador.